# Rita Maria
Rita Maria (Lisboa, 1984) é uma cantora de jazz portuguesa. Em 2018, foi galardoada com o Prémio de Artista do Ano, na Festa do Jazz da RTP.  

## Biografia
A Rita Maria nasceu em Lisboa (1984), começou a estudar música aos oito anos e a cantar jazz aos quatorze. 
O seu bisavô era "luthier" de violinos e o seu pai também tocava violino, porém foi um amigo que a fez se interessar pelo jazz. 
Os seus estudos passam pelo canto lírico no Conservatório Nacional de Música de Lisboa, estou tambem Jazz na Escola de Jazz do Barreiro, ESMAE (Escola Superior de Música e Artes do Espetáculo) Porto e ainda na Berklee College of Music em Boston como aluna bolseira. 
Durante o seu percurso, viveu em Portugal, nos Estados Unidos da América e Equador, onde foi explorando entre o jazz, a nostalgia do fado, o experiencialismo e World Music. 
Ao longo da sua carreira, ja colaborou em palco com: Afonso Pais, Albert Sanz, Alex Alvear, André Fernandes, André Matos, Carlos Bica, Cris Case, Donald Régnier, Elias Meister, Filipe Raposo, Igor Icaza, João Barradas, João Paulo Esteves da Silva, José Eduardo, Luís Figueiredo, María Tejada, Mário Franco, Mário Laginha, Paula Sousa, Nuno Costa, Sara Serpa, Yago Vázquez, Ziv Ravitz, e outros.

## Prémios e reconhecimento
Na edição de 2018 da Festa do Jazz, foi galardoada com o prémio de Artista do Ano. 
Dois anos mais tarde, em 2020, o disco Live in Oslo, gravado em parceria com o compositor Filipe Raposo, foi aclamado pela critica. 

## Discografia Seleccionada
Entre a sua discografia encontram-se:  
- 2010 - En Silencio – Yeray Jiménez, edições Icaria

- 2011 - Illumi’s Journey – Elias Meister, ed.Konnex,

- 2012 - L’USA – Kiko and the Jazz Refugees, editora Numérica
- 2017 - Aventuras da Alma – Rão Kyao, ed.AMPLA
- 2017 - ARCHiPELAGOS – Amélia Muge e Michales Lukouvikas, ed.Autor
- 2019 - Big Band Júnior Abraça Sassetti – edição de Autor
- 2020 - The Art of Song vol. 1: When Baroque meets Jazz, com Filipe Raposo, Roda Música

## Ligações Externas
- RTP2 | Rita MAria no programa Muito Barulho para nada

- Entrevista com RITA MARIA no PAPO DE ARTISTA por Alex Liberalli (2020)